# Oulhaça El Gheraba

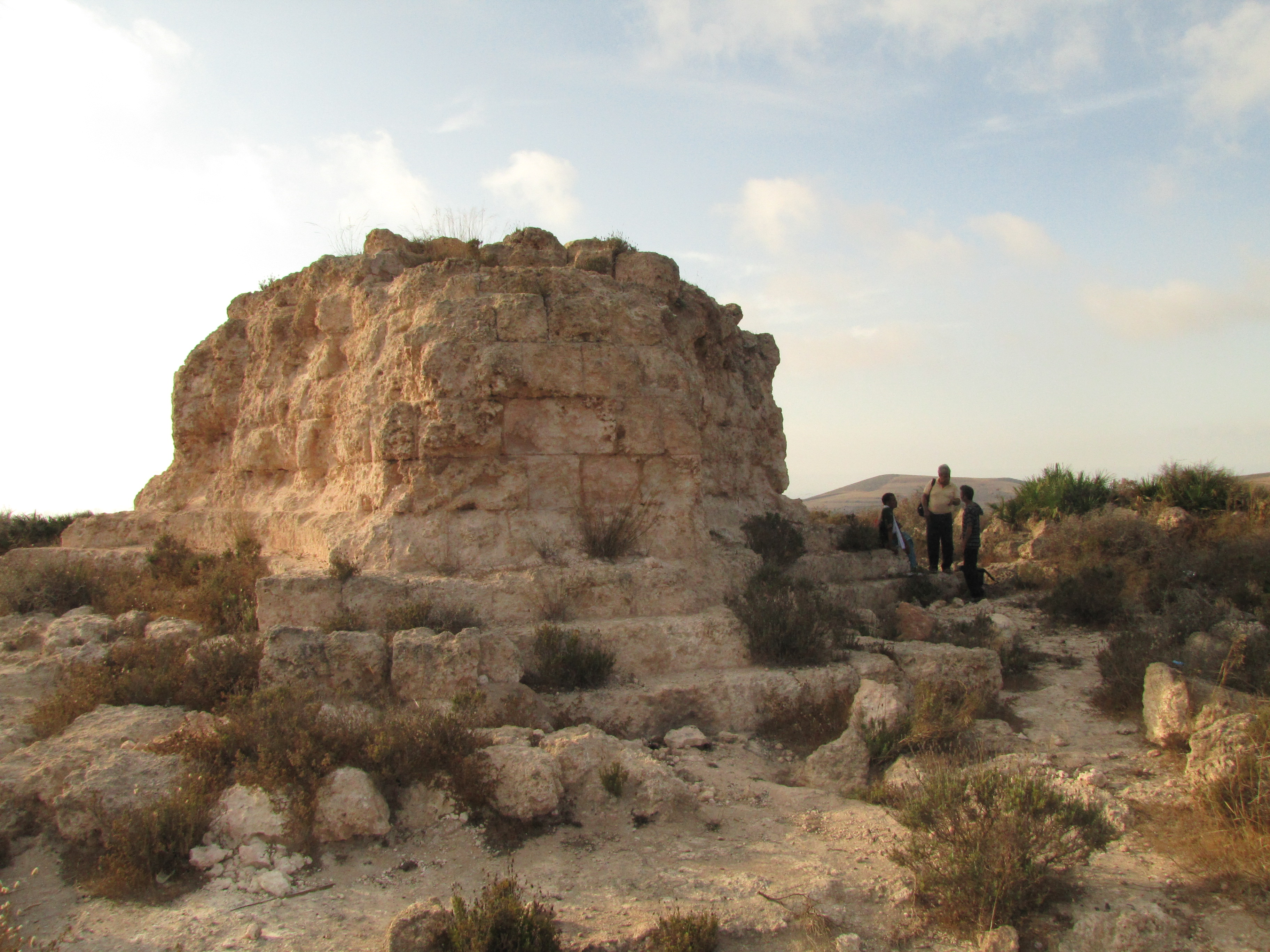
Sepulcro de Sífax, datado aproximadamente de 200 a.C., localizado em Batna, Argélia

Oulhaça El Gheraba (em árabe: ولهاصة الغرابة) é um município localizado na província de Aïn Témouchent, no noroeste da Argélia. Em 2010, sua população era de 15 972 habitantes.